# الرحبة (محافظة بدر)
الرحبة قرية من قرى محافظة بدر في منطقة المدينة المنورة في السعودية، تقع غرب المدينة المنورة